# Salată de icre

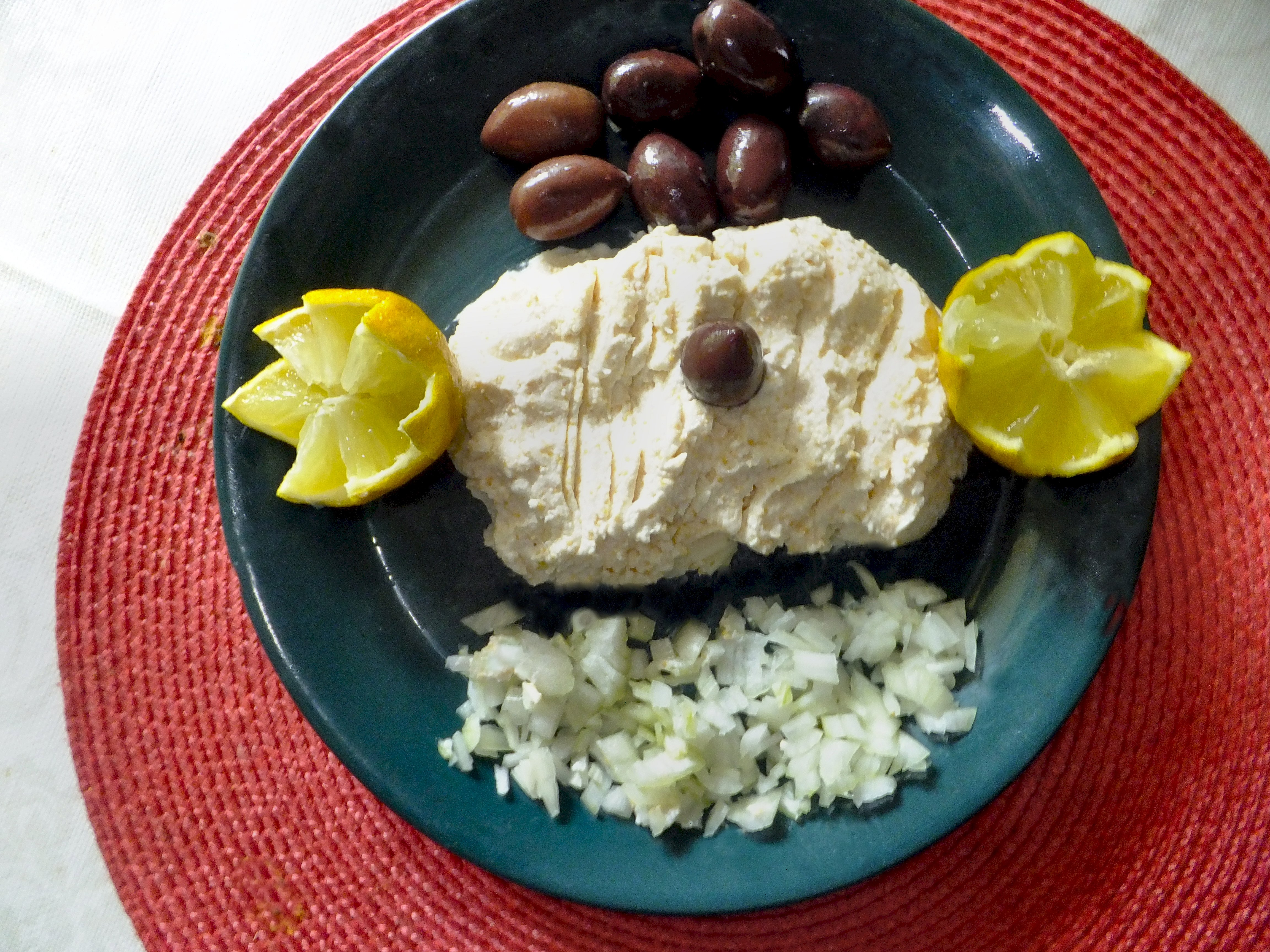
Salată de icre de crap

Salata de icre, cunoscută și sub numele icre bătute, este un mod vechi de preparare a icrelor originare din pește de apă dulce, aplicat și în zilele noastre, în mod diferit, în multe țări europene. 

## Istoric
Conservarea icrelor cu ulei este cunoscută deja din timpurile Imperiului bizantin. Modul de prepare s-a menținut în țările balcanice, în majoritate sub numele Tarama, ca de exemplu în Grecia sau Turcia. Pe vremuri s-au bătut numai icre de crap, în Țara Românească, Principatul Moldovei precum Banat (cel mai târziu din 1919 peste tot în țară) și cu icre de știucă sau de șalău ca variantă mai savuroasă.

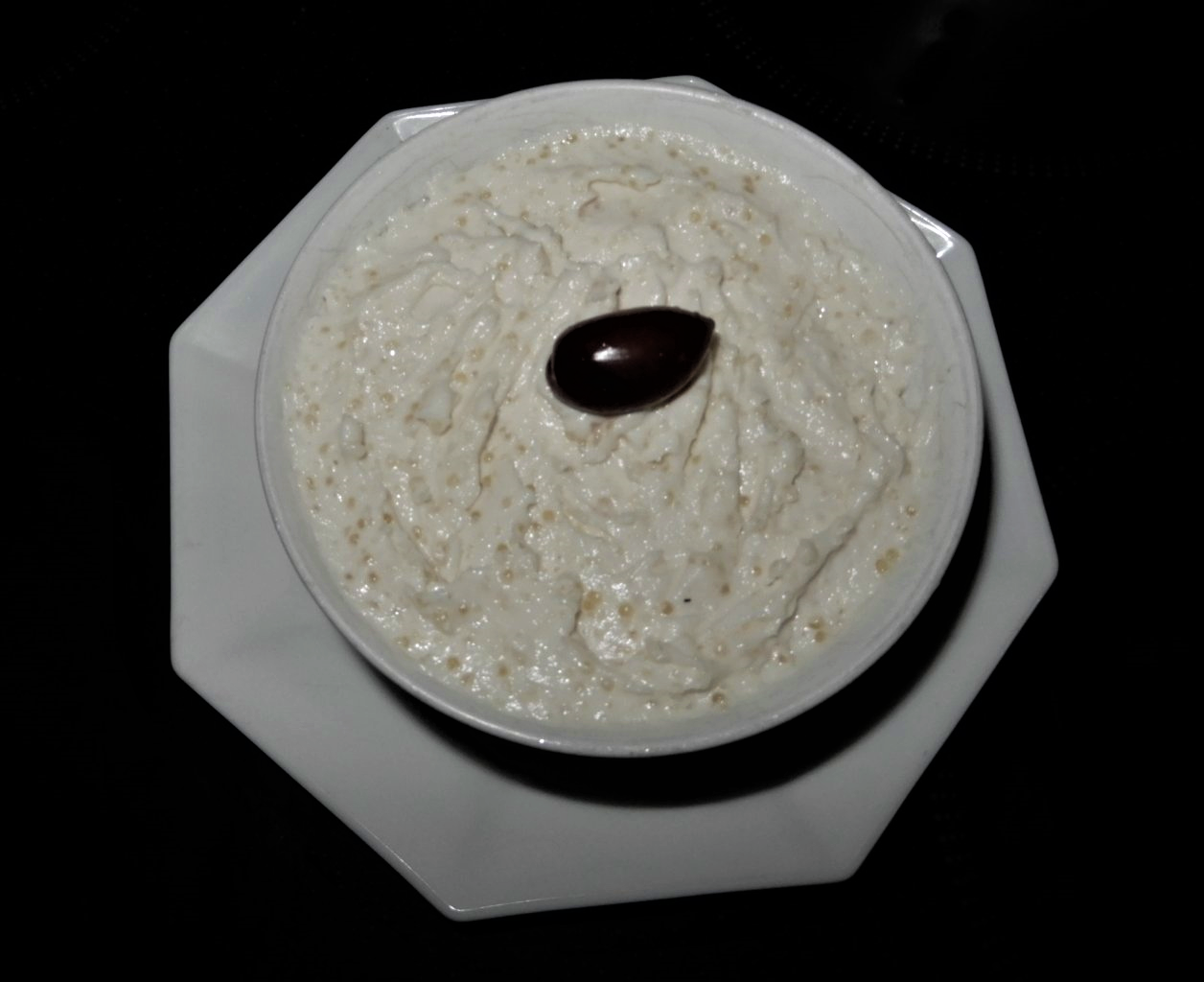
Salată de icre de știucă

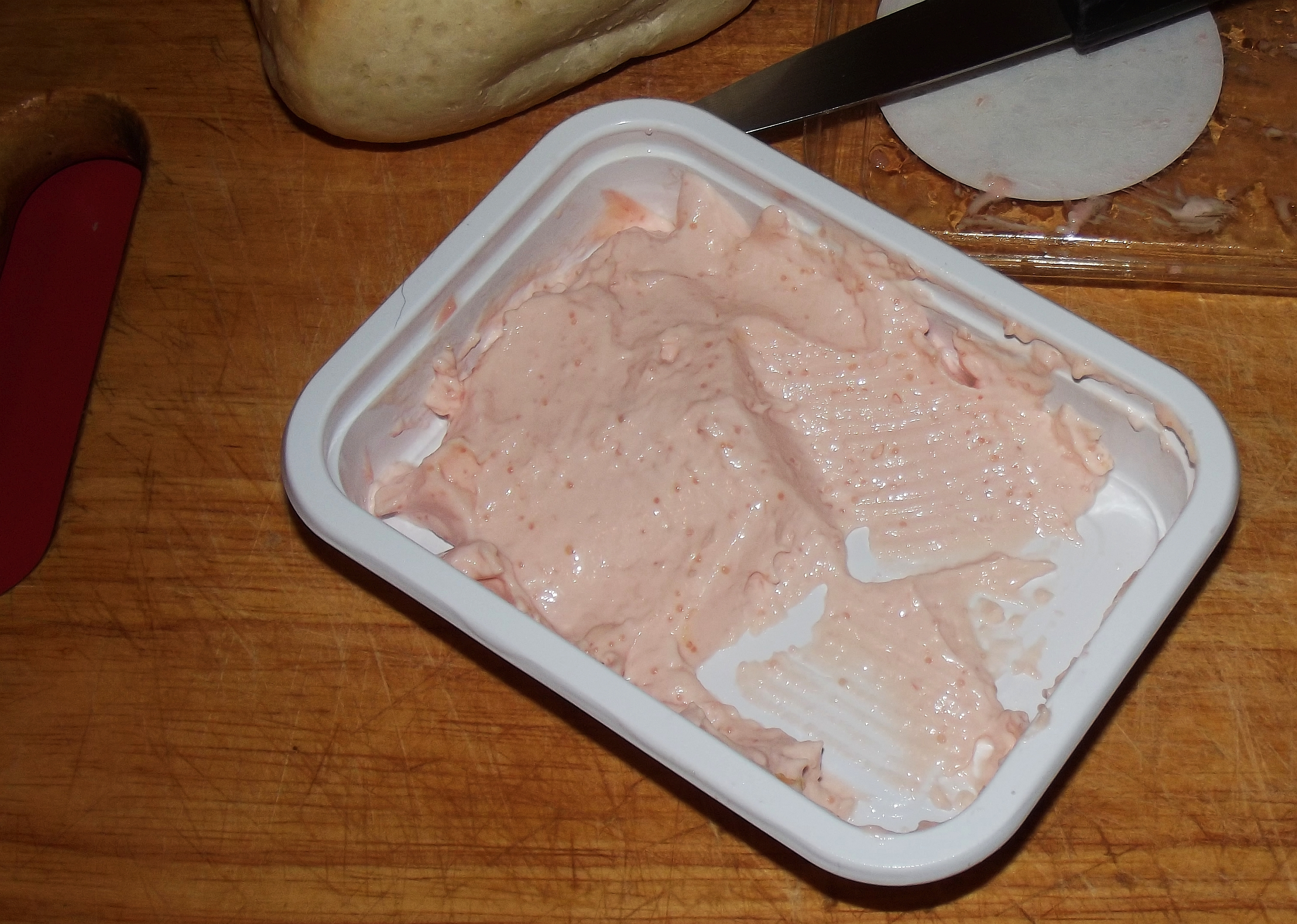
Salată de icre de știucă

În unele state din sud-estul Europei de astăzi, dar și în Germania, salata se prepară din ce în ce mai des din icre de cod, chiar și afumat, sau alt pește de mare. Rezultatele sunt foarte îndoielnice.
Se pare, că în ultimii ani, în România, varianta cu icre de heringi, adesea deja amestecată cu ceapă tocată găsește prieteni. Dar această rețetă nu are nimic de afacere cu cea originară, fiind foarte dezgustătoare.

## Rețeta icrelor bătute
- 200 g icre de crap sau 250 g de știucă
- ¼ l untdelemn sau mai mult
- 1-2 linguri de lămâie
- Miez de franzelă muiat
- eventual 1-2 lingurițe de apă
- Alternativă pentru lămâie: o linguriță rasă muștar sau câteva picături de oțet

## Prepararea icrelor bătute
Icrele proaspete se spală, se scurg de apă și se curăță de pielițe. Ele se sărează și sunt apoi puse într-o pânză rară și lăsate câteva ore la frigider înainte de a le pregăti (sau se cumpără în borcan). După ce s-au scurs, icrele se pun întru-un castron împreuna cu o linguriță zeama de lămâie, se bat bine cu furculița, mai bine cu o măturică, după care începe turnarea untdelemnului, picături ca la maioneză, ca să se lege. Pentru o consistență optimă se pune ceva miez de franzelă muiată și stoarsă. Substanța acră emulsionează rapid untdelemnul, evitând astfel separarea lui, albește pasta și o face mai spumoasă. Untdelemnul se toarnă câte puțin, bătând încontinuu. La sfârșit salata trebuie să aibă consistența unei maioneze bătute tare (cu mult ulei). N-are voie să curgă de pe lingură. Dacă ar deveni totuși prea solidă, se adaugă câte o linguriță cu apă rece sau apă minerală. 

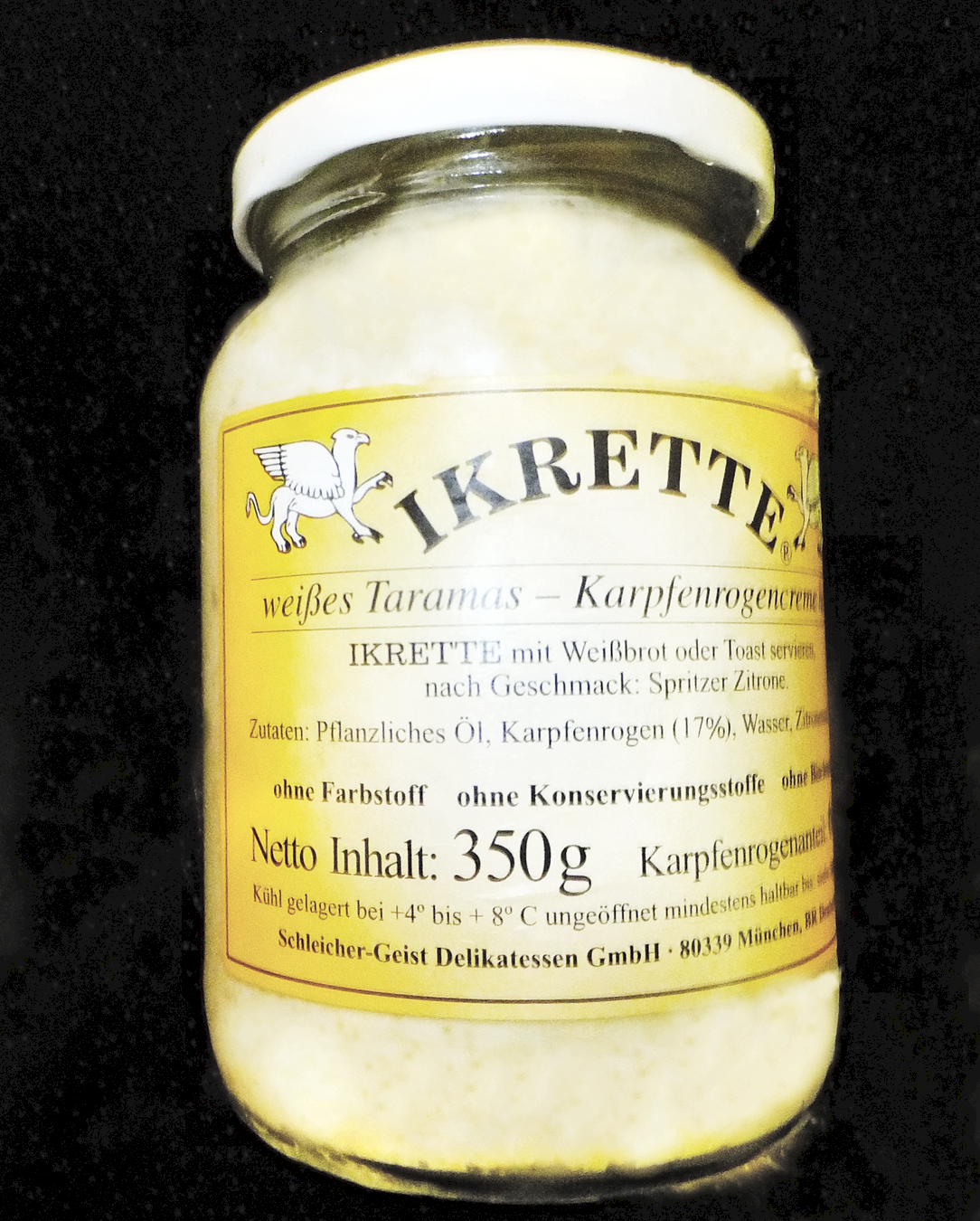
Borcan cu icre bătute

Salata de icre de crap se așază pe platou, se ornează cu măsline, cu ceapă tăiată fin și cu felii de lămâie cu marginea crestată.
La salata de icre de știucă, înainte de a începe bătutul, se despart din icre ceva mai puțin de un sfert din cantitatea lor și se lasă la o parte, amestecându-le la sfârșit cu cele bătute (fără franzelă). Nu se servește ceapă,  aici garnitura se compune din măsline negre (cele mai bune sunt acele grecești de sorta Kalamata), lămâie și frunze de salată verde.
Ceapa nu se amestecă cu icrele înainte de servit. Dacă nu se adăugat ceapă, salata se poate păstra în borcan 1-2 săptămâni. Se pot prelucra și icre de păstrăv sau șalău.

## Alternative
În loc de lămâie se poate folosi o lingură rasă muștar sau câteva picături de oțet, pentru miezul de franzelă, griș, dar aceste compoziții nu sunt foarte gustoase.
Chiar în orașe mari sau în străinătate nu se găsesc icre proaspete. Atunci icrele de crap/știucă se înlocuiesc cu cele de păstrăv care se vând conservate în borcănele de sticlă de 50 sau 100 de grame. În acest caz se recomandă prepararea cu ajutorul unei mașini electrice.
Icrele bătute se pot și cumpăra în borcane, tuburi sau cutii conserve. O anumită precauție este necesară; a nu se cumpăra produse din cod, scrumbie sau cele cu adausuri artificiale.